# Medmassa celebensis
Medmassa celebensis är en spindelart som först beskrevs av Christa L. Deeleman-Reinhold 1995.  Medmassa celebensis ingår i släktet Medmassa och familjen flinkspindlar.
Artens utbredningsområde är Sulawesi. Inga underarter finns listade i Catalogue of Life.